# Martinvast
Martinvast – miejscowość i gmina we Francji, w regionie Normandia, w departamencie Manche.
Według danych na rok 1990 gminę zamieszkiwało 1016 osób, a gęstość zaludnienia wynosiła 99 osób/km² (wśród 1815 gmin Dolnej Normandii Martinvast plasuje się na 219. miejscu pod względem liczby ludności, natomiast pod względem powierzchni na miejscu 488.).